# Afonso
Afonso, in der historischen Schreibweise Affonso, ist ein männlicher Vorname und Familienname.

## Herkunft und Bedeutung
Afonso ist die portugiesische und galicische Form des Namens Alfonso.

## Verbreitung
Der Name Afonso ist in erster Linie in Portugal verbreitet. Dort hat er sich unter den 10 beliebtesten Jungennamen etabliert. Im Jahr 2018 belegte er Rang 4 der Hitliste. In Brasilien kommt der Name deutlich seltener vor und wurde hauptsächlich in den 1950er Jahren vergeben.

## Namensträger

### Vorname
- Afonso Alves (* 1981), brasilianischer Fußballspieler
- Afonso Celso de Assis Figueiredo Júnior (1860–1938), brasilianischer Dichter, Historiker und Politiker
- Afonso de Albuquerque (~1453–1515), portugiesischer Militär, Politiker und Seefahrer
- Afonso de Castro (1824–1885), portugiesischer Kolonialverwalter
- Afonso Duarte (1884–1958), portugiesischer Dichter und Autor
- Afonso Henriques de Lima Barreto (1881–1922), brasilianischer Journalist und Autor
- Afonso Lopes Vieira (1878–1946), portugiesischer Schriftsteller
- Afonso de Oliveira Lima (1916–1994), brasilianischer Ordensgeistlicher, Bischof von Brejo
- Afonso Redentor Araújo (1942–1979), osttimoresischer Komponist
- Afonso Reis Cabral (* 1990), portugiesischer Schriftsteller, vor allem Lyriker und Romancier

Zwischenname
- Antônio Afonso de Miranda (1920–2021), brasilianischer Ordensgeistlicher, römisch-katholischer Bischof von Taubaté
- José Afonso Ribeiro (1929–2009), brasilianischer Ordensgeistlicher, Prälat von Borba

### Herrscher

#### Könige von Portugal
- Alfons I. (Portugal) (1109–1185), port. Dom Afonso I, erster König von Portugal
- Alfons II. (Portugal) (1185–1223), port. Dom Afonso II, dritter König von Portugal
- Alfons III. (Portugal) (1210–1279), port. Dom Afonso III, fünfter König von Portugal
- Alfons IV. (Portugal) (1291–1357), port. Dom Afonso IV, siebter König von Portugal
- Alfons V. (Portugal)  (1432–1481), port. Dom Afonso V, zwölfter König von Portugal
- Alfons VI. (Portugal) (1643–1683), port. Dom Afonso VI, 22. König von Portugal

#### Könige des afrikanischen Kongoreiches (Mani-Kongo)
- Afonso I. (~1456–1543)
- Afonso II.
- Pedro II. Afonso
- Afonso III.

### Familienname Afonso
- Aniceto Afonso (* 1942), portugiesischer Militär und Militärhistoriker
- Bernardo Álvarez Afonso (* 1949), spanischer Geistlicher, Bischof von San Cristóbal de La Laguna
- Clément Braz Afonso (* 1999), französischer Radrennfahrer
- Guilherme Afonso (* 1985), angolanisch-schweizerischer Fußballspieler
- João Afonso (Bildhauer) (bl. 1433–1440), portugiesischer Bildhauer
- João Afonso (Sänger) (* 1965), portugiesischer Sänger
- Jorge Afonso († 1540), portugiesischer Maler
- José Afonso (1929–1987), portugiesischer Sänger und Komponist
- Nadir Afonso (1920–2013), portugiesischer Architekt und Maler
- Nuno Afonso (* 1974), portugiesischer Fußballspieler
- Osório Citora Afonso (* 1972), mosambikanischer Ordensgeistlicher, Bischof von Quelimane
- Salomé Afonso (* 1997), portugiesische Mittelstreckenläuferin
- Sarah Afonso (1899–1983), portugiesische Malerin
- Yves Afonso (1944–2018), französischer Schauspieler

### Familienname Affonso
- Mauricio Affonso (* 1992), uruguayischer Fußballspieler